# John Michael Montias
 (mai 2018).
John Michael Montias (Paris, 3 octobre 1928 - Branford, Connecticut, 26 juillet 2005) est un économiste et un historien de l'art. Il a enseigné à l'Université Yale et a publié plusieurs livres sur l'économie planifiée dans différents États d'Europe de l'Est avant de se consacrer dès le milieu des années 1970 à l'histoire économique des Provinces-Unies durant le siècle d'or. Il a surtout retenu l'attention pour le résultat de ses recherches sur Vermeer.

## Biographie
Né en France en 1928, il était le fils de Santiago Montias et de sa femme Giselle (née de la Maisonneuve). Ses parents, de confession israélite, l'envoyèrent aux États-Unis au début de la Seconde Guerre mondiale pour le mettre à l'abri de ce que pourraient faire les troupes d'occupation allemandes. À Buffalo, dans l'État de New York, il fréquenta un internat et, plus tard, se fit baptiser et devint membre de l'Église épiscopale. En 1950, il se maria avec Marie Agnes Urbaniak qui devait lui donner un fils.
Il étudia les sciences économiques à l'université Columbia de New York. Il reçut le Bachelor of Arts en 1947 et termina ses études en 1950 muni du Master of Arts. De 1954 jusqu'à 1956, il servit dans l'armée américaine.
Ensuite, il se consacra à sa thèse de doctorat dont le titre était Producers Prices in a Centralized Economy ; elle était consacrée au système économique dans les États du Bloc communiste et il la passa en 1958. La même année, il reçut une nomination d'assistant pour l'enseignement de l'économie à l'Université Yale, où il devait rester tout au long de sa carrière professionnelle. À côté de cet enseignement, il publia dans les années 1960 et 1970 différentes analyses sur l'économie planifiée en Europe de l'Est. Il s'agit d'études sur la situation dans tel ou tel pays comme la planification centralisée en Pologne en 1962 et le développement économique dans la Roumanie communiste de 1967, ainsi qu'un ouvrage de présentation : Structure of Economic Systems de 1977.
Montias s'intéressait également à l'histoire de l'art depuis le début de ses études, et particulièrement à la peinture hollandaise du Siècle d'or. Vermeer faisait partie de ses artistes préférés. À l'université Yale, l'historien de l'art Egbert Haverkamp-Begemann l'incita à écrire une étude comparative sur les corporations de peintres hollandais. Il commença ce travail en 1975 aux États-Unis et se consacra à la ville néerlandaise de Delft où il rechercha les sources primaires dans les archives de la ville. Alors qu'il ignorait tout du néerlandais à l'origine, il apprit en autodidacte la langue des XVIe et XVIIe siècles. En 1978, il se rendit au Netherlands Institute for Advanced Study (NIAS) pour faire des recherches sur l'économie des Provinces-Unies au XVIIe siècle et ses effets sur le marché de l'art. Le résultat de ses recherches fut son livre paru en 1982 Artists and Artisans in Delft : A Socio-economic Study of the Seventeenth Century. Cette publication très remarquée soulignait le lien entre l'histoire de l'économie et le développement culturel. Il y examinait la façon dont l'importance de l'offre et de la demande avaient contribué à la production artistique. Se fondant sur des données statistiques du XVIIe siècle, Montias a pu reconstituer le marché de l'art et a montré que l'art à cette époque était un bien de consommation susceptible d'être commercialisé.
De plus, son travail de pionnier dans la recherche des matériaux d'archives a fourni de nombreuses informations jusqu'alors inconnues sur différents artistes. Sur Jan Vermeer en particulier – dont la vie restait encore presque ignorée –, Montias a fourni de nombreuses pièces de comptabilité, qui ont aidé à compléter la biographie de l'artiste. Sur ce sujet, il a publié en 1989 Vermeer and His Milieu : A Web of Social History. Se fondant sur cette base, il s'est consacré à l'étude du marché de l'art aux Pays-Bas du XVe au XVIIe siècle, avec un ouvrage qui a paru en 1996 dans sa langue maternelle, le français, sous le titre Le Marché de l'art aux Pays-Bas, 15ième-17ième siècles. Un complément a suivi son étude des collections d'art néerlandaises de cette époque, qu'il a publiée avec John Loughman sous le titre Public and Private Spaces : Works of Art in Seventeenth-Century Dutch Houses.